# 주세종
주세종(朱世鐘, 1990년 10월 30일 ~ )은 대한민국의 축구 선수이며 포지션은 중앙 미드필더, 수비형 미드필더, 공격형 미드필더이다. 중앙미드필더로서, 정확한 오른발 장거리 패스와 볼 소유 능력이 장점이다. 2020년 11월 7일 SPOTV 소속 아나운서인 장채린씨와 백년가약을 맺었다.

## 클럽 경력

### 부산 아이파크
주세종은 백마중학교에서 고등학교로 진학할 때에, 진학에 어려움을 겪은 후에 능곡고등학교로 진학했다. 건국대학교 시절인 2011년에 홍명보 감독이 이끄는 올림픽 대표팀을 오갔던 U리그 에이스 출신인 주세종은 날카로운 킥력과 영리한 패스로 전국체전 우승을 이끌며 능력을 인정받았다.
주세종은 11월 9일에 서울 그랜드힐튼호텔에서 열린 2012년 드래프트에서 부산 아이파크의 1라운드 4번으로 뽑혔다. 하지만 2012 시즌에는 박종우와 포지션이 겹쳐 주전 경쟁에 밀려서 1경기밖에 출전하지 못했다. R리그에 꾸준히 출전하며 준비를 해 온 그는 중앙 미드필더 자리를 꿰차기 위해 열심히 훈련에 임하였다.
2012년 7월에 주세종은 데뷔전 후, 동년 9월에 훈련 중 왼쪽 발목이 부러졌다. 1년 넘게 재활한 후 복귀했지만, 2013년 한 경기도 나서지 못했다.
주세종은 프로 입단 후 3시즌 째인 2014 시즌 주전으로 도약하기 시작하며 리그 22경기에 나서 2골 5도움을 기록하였다. 2014년 7월 16일에 열린 하나은행 FA컵 수원 FC와의 16강전에서 전반 22분에 프로 첫 골을 쏘아올리며 팀의 3대2 승리를 이끌었다. 동년 8월 17일에 탄천종합운동장에서 열린 성남 일화 천마와의 현대오일뱅크 K리그 클래식 2014 21라운드에 미드필더로 출전한 주세종은, 후반 추 가시간에 데뷔 후 3년만의 K리그 데뷔골이자 팀의 4번째 골을 넣어, 팀의 4대2 승리를 이끌었다. 현대오일뱅크 K리그 클래식 2014 25라운드 베스트 11 미드필더에도 이름을 올렸다. 동년 11월 8일에는 부산아시아드주경기장에서 열린 현대오일뱅크 K리그 클래식 2014 35라운드, 인천 유나이티드 FC와의 홈 경기에서 골을 넣으며 시즌 두 번째 골을 기록했다.
2015 시즌 리그 3라운드 광주 FC와의 경기에선 프리킥으로만 멀티 골을 기록하였으나 추후에 광주의 골키퍼 제종현의 몸을 맞고 들어간 1골이 자책골로 처리되었다. 다음 경기인 수원 삼성 블루윙즈와의 경기에서는 경고 누적으로 프로 데뷔 후 첫 퇴장을 당했다. 이번 시즌 활약을 두고 한국프로축구연맹은 "비록 부산의 팀 성적은 하위권에 있지만 주세종의 활약과 성장세는 리그 전체에서도 발군"이라고 평가했다.

### FC 서울
2016년 1월 김현성과의 맞 트레이드를 통해 FC 서울로 이적하였다. 안양 LG 치타스의 열렬한 팬인 아버지 덕분에 안양 LG 치타스 유소년 팀에 입단하였으며 그 후 아버지를 따라 서울월드컵경기장을 자주 방문하였고, 경기를 보며 FC 서울에서 뛰기를 꿈꾸어 왔는데 드디어 그 꿈이 실현되어 너무나 기분이 좋다는 입단 소회를 밝혔다.
그 후 12월 기사에서 "서울의 전신인 안양 LG 유소년 팀에서 축구를 시작했고, 계속해서 이 팀을 보고 자랐기 때문에 애정이 있다."는 내용의 인터뷰가 실렸다.

### 아산 무궁화
2018 시즌을 앞두고 아산 무궁화에서 군 복무를 하게 되었다. 5월 14일 열린 부천 FC 1995와의 경기에서 아산 입대 후 첫 득점을 기록했다.

### FC 서울 복귀
2019년 9월 6일 아산 무궁화에서의 군 복무를 마치고 이명주와 함께 FC 서울로 복귀하였으며, 등번호는 66번을 배정받았다.
16일, FC 서울 복귀전인 K리그1 29라운드 인천 유나이티드와의 경기에서 미드필더로 선발 출전하였으며, 후반 13분 박주영이 뒤로 내준 공을 받아서 골을 기록했다.

### 감바 오사카
2021 시즌을 앞두고 J1리그의 감바 오사카로 이적했다.

## 국가대표 경력
홍명보 올림픽대표팀 감독이 주세종을 2011년 8월 23일에 훈련 소집 명단(32명)에 포함하였지만, 최종 명단에는 탈락하였다.
주세종은 2015년 6월 8일에 생애 처음으로 슈틸리케 호 성인 국가대표팀에 발탁됐다. 부산 아이파크 팀내 공격 포인트 1위(1골 3도움)라는 활약을 펼쳤기 때문이다. 대한축구협회는 "슈틸리케호의 수비수 김기희(전북)와 임채민(성남)이 지난 주말 K리그 경기 도중 발꿈치와 발등을 다쳐 대표팀에 합류하지 못하게 됐다."라고 하면서 "대기 선수 명단에 있던 주세종을 대체 발탁하고, 임창우(울산)를 투입하기로 했다."라고 밝혔다. 2015년 6월 1일 아랍에미리트와의 친선 경기 및 월드컵 예선 미얀마전 명단에 포함되었던 김기희 (전북)가 현충일에 열린 현대오일뱅크 K리그 클래식 2015 15라운드 FC 서울과의 경기에서 부상을 당해 낙마하자 그의 대체자로 발탁되었다. 6월 11일 아랍에미리트 축구 국가대표팀과의 경기에서 A매치 데뷔전을 치렀다. 동년 7월 20일에 발표된 2015 동아시안컵 최종 명단에도 포함되었다.
주세종은 8월 5일에 열린 2015년 EAFF 동아시안컵 본선 풀리그 일본전에서 자신의 A매치 두 번째 경기를 치렀다. 중국전과 동일하게 4-2-3-1 전형으로 나온 대표팀에서 주세종은 중원에서 뛰며 승리를 노렸으나, 상대의 압박을 이겨내지 못했다. 공수 연결고리의 역할이지만 대로 수행하지 못하며, 후반 19분 이재성과 교체되었다.
2016년 3월에 있을 레바논과의 2018년 FIFA 월드컵 아시아 지역 2차 예선 경기 및 태국과의 친선 경기에 출전할 대표팀 명단에, 소속팀 훈련 도중 부상을 입어 낙마한 지동원 대신, 주세종이 대체 선수로 발탁되었다. 대한축구협회는 3월 20일에 "지동원이 소속팀 훈련 중 오른쪽 허벅지 근육을 다쳐 대표팀 명단에서 제외됐다."라고 하면서 "공격진의 빈 자리를 메우기 위해 예비엔트리 멤버 중 주세종을 대체 발탁했다."라고 말했다.
2016년 5월 26일에 발표된 고명진 부상으로 인해 스페인과 체코의 친선경기 대체 발탁이 되었다.
6월 1일 스페인과의 평가전에서 자신의 A매치 데뷔골을 넣었다.
그리고 의무경찰로는 최초로 2018년 FIFA 월드컵 본선 최종 엔트리에 이름을 올리며 멕시코, 독일과의 경기에 출전하였다. 특히 독일과의 조별리그 최종전에서 골대를 비우고 나온 마누엘 노이어의 공을 빼앗아 손흥민의 대한민국 월드컵 통산 34번째 골을 어시스트하며 2-0 완승에 일조했다.

### 국가대표 득점
| # | 날짜       | 장소                                 | 상대   | 점수  | 결과  | 대회     |
| - | ---------- | ------------------------------------ | ------ | ----- | ----- | -------- |
| 1 | 2016-06-01 | 오스트리아 잘츠부르크, 레드불 아레나 | 스페인 | 5 – 1 | 6 – 1 | 친선경기 |

## 수상

### 클럽

#### FC 서울
- K리그1

● 우승 1회: 2016
- 코리아컵

● 준우승 1회: 2016

#### 아산 무궁화 축구단
- K리그2

● 우승 1회: 2018

### 대표팀
- EAFF E-1 풋볼 챔피언십

● 우승 3회: 2015, 2017, 2019

## 트리비아
위에서도 살짝 언급된 바 있듯이 그는 FC 서울의 팬으로 알려져있다.

## 가족관계
- 배우자 : 장채린 (2020년 11월 7일 ~ 현재)

## 참고 자료
- 인터뷰 - '성공한 서울팬' 주세종, "나는 서울의 수호신, 목표는 트레블"